# إدارة الطاقة
إدارة الطاقة هي مجال إداري في عالم إنتاج الطاقة من نفط وغاز وطاقة بديلة. تشمل مجالات التخطيط وتشغيل وإنتاج واستهلاك الطاقة. من أهم أهدافها المحافظة على الموارد وحماية المناخ و وتخفيض التكاليف مع المحافظة لإيصال الطاقة إلى مستخديميها بشكل غير منقطع. ولها ارتباطات وثيقة بمجالات الإدارة البيئية وإدارة الإنتاج والخدمات اللوجستية وغيرها من مجالات إدارة الأعمال.
يعرف دليل جمعية المهندسين الألمان رقم 4602 إدارة الطاقة تعريف يشمل البعد الاقتصادي وهو: «إدارة الطاقة هي عملية تنسيق استباقية لعمليات  المشتريات والتحويل والتوزيع واستخدام الطاقة لتلبية الاحتياجات ، مع الأخذ بعين الاعتبار العوامل البيئية والاقتصادية».

## وصلات خارجية
- EcoTransIT – حساب استهلاك الطاقة والانبعاثات البيانات
- GreenRouter – حساب استهلاك الطاقة والانبعاثات البيانات
- Priva – ورقة بيضاء إدارة الطاقة
- EMEX – إدارة الطاقة المعرض
- EMA – مديري الطاقة الرابطة